# Леонов Микола Олександрович
Лео́нов Мико́ла Олекса́ндрович (10 серпня 1982 — 26 травня 2014) — український спортсмен і спортивний тренер, переможець Кубку світу з повноконтактного карате, чемпіон світу з кікбоксингу за версією IAKSA та WTKA. Майстер спорту міжнародного класу.

## Біографія
Народився 10 серпня 1982 року в місті Дніпропетровську, Українська РСР.
По закінченні школи вступив до Київського державного університету культури і мистецтв, але, провчившись близько двох років, полишив його.
У 1998 році увійшов до складу дніпропетровського музичного гурту «ДНД», який на молодіжному музичному фестивалі «Червона рута» у 1999 році посів друге місце у номінації «танцювальна музика» (перше місце не присуджувалось). Після розпаду гурту почав активні заняття спортом.
У 2001—2005 роках навчався у Дніпропетровському інституті фізичної культури і спорту, по закінченні якого отримав кваліфікацію «спеціаліста з фізичної культури і спорту», а також додаткову спеціальність «тілоохоронець».
У 2005 році виграв Кубок світу з повноконтактного карате, який проходив у Одесі. У 2007 році став чемпіоном світу з кікбоксингу за версією IAKSA та WTKA (Марина-ді-Карера, Італія). Виконав норматив майстра спорту міжнародного класу. Одночасно, починаючи з 2005 року, працював тренером СК «Джайпур».
Протягом 2009—2013 років навчався у Полтавській місіонерській духовній семінарії, отримав ступінь «бакалавра теології». Під час навчання очолював православний бійцівський клуб «Пересвіт». 16 грудня 2012 року Микола Леонов був пострижений архієпископом Полтавським і Миргородським Филипом у читці (церковний православний чин). Також записував пісні у жанрі «православний реп».
Під час сепаратистських виступів на сході України весною 2014 року підтримував зі зброєю у руках так звану «Донецьку народну республіку». 26 травня 2014 року у складі групи бойовиків ДНР брав участь у спробі захоплення міжнародного аеропорту «Донецьк». Загинув того ж дня під час проведення антитерористичної операції українських силовиків поблизу аеропорту. Опізнаний 30 травня й доправлений у Дніпропетровськ.